# Ophryacus smaragdinus
Espèce
Ophryacus smaragdinus est une espèce de serpents de la famille des Viperidae. 

## Répartition
Cette espèce est endémique du Mexique. Elle se rencontre dans les États d'Hidalgo, de Puebla, de Veracruz et d'Oaxaca entre 1 400 et 2 400 m d'altitude.

## Description
Ophryacus smaragdinus mesure de 450 à 600 mm de longueur totale.

## Publication originale
- Grünwald, Jones, Franz-Chávez & Ahumada-Carrillo, 2015 : A new species of Ophryacus (Serpentes: Viperidae: Crotalinae) from eastern Mexico, with commentson the taxonomy of related pitvipers. Mesoamerican Herpetology, vol. 2 no 4, p. 388-416 (texte intégral).